# Erisma floribundum
Erisma floribundum là một loài thực vật có hoa trong họ Vochysiaceae. Loài này được Rudge mô tả khoa học đầu tiên năm 1805.